# Liste der Pfarren im Dekanat Reith im Alpbachtal
Das Dekanat Reith im Alpbachtal ist ein Dekanat der römisch-katholischen Erzdiözese Salzburg in Tirol.
Es umfasst 15 Pfarren. Die Pfarren bilden vier Pfarrverbände.

## Pfarren mit Kirchengebäuden
| Ort                 | Pfarrverband                                                      | Seit     | Patrozinium                    | Kirchengebäude                                                           | Bild |
| ------------------- | ----------------------------------------------------------------- | -------- | ------------------------------ | ------------------------------------------------------------------------ | ---- |
| Alpbach             | Alpbach – Brixlegg – Rattenberg mit Radfeld – Reith im Alpbachtal | 1868     | Hl. Oswald                     | Pfarrkirche Alpbach Filialkirche Inneralpbach                            |      |
| Auffach             | Auffach – Niederau – Oberau – Thierbach                           | 1891     | Hl. Johannes Nepomuk           | Pfarrkirche Auffach                                                      |      |
| Brandenberg         | Brandenberg – Kramsach – Mariathal – Steinberg am Rofan           | 1891     | Hl. Georg                      | Pfarrkirche Brandenberg Filialkirche Schmerzhafte Muttergottes in Aschau |      |
| Breitenbach am Inn  | Breitenbach am Inn – Kundl                                        | 1220     | Hl. Petrus                     | Pfarrkirche Breitenbach am Inn Filialkirche Kleinsöll                    |      |
| Brixlegg            | Alpbach – Brixlegg – Rattenberg mit Radfeld – Reith im Alpbachtal | 1891     | Unserer Lieben Frau Vermählung | Pfarrkirche Brixlegg Filialkirche Mehrn                                  |      |
| Bruck am Ziller     | Bruck am Ziller – Hart im Zillertal – Stumm                       | 1891     | Hl. Leonhard                   | Pfarrkirche Bruck am Ziller                                              |      |
| Kramsach            | Brandenberg – Kramsach – Mariathal – Steinberg am Rofan           | 1891     | Hl. Nikolaus                   | Pfarrkirche Kramsach-Voldöpp                                             |      |
| Kundl               | Breitenbach am Inn – Kundl                                        | 12. Jh.  | Mariä Himmelfahrt              | Pfarrkirche Kundl Wallfahrtskirche St. Leonhard auf der Wiese            |      |
| Mariathal           | Brandenberg – Kramsach – Mariathal – Steinberg am Rofan           | 1891     | Hl. Dominikus                  | Wallfahrtskirche Mariathal                                               |      |
| Niederau            | Auffach – Niederau – Oberau – Thierbach                           | 1891     | Hl. Sixtus                     | Pfarrkirche Niederau                                                     |      |
| Oberau              | Auffach – Niederau – Oberau – Thierbach                           | 1891     | Hl. Margareta                  | Pfarrkirche Oberau                                                       |      |
| Rattenberg          | Alpbach – Brixlegg – Rattenberg mit Radfeld – Reith im Alpbachtal | 1786     | Hl. Virgil                     | Pfarrkirche Rattenberg Filialkirche Radfeld                              |      |
| Reith im Alpbachtal | Alpbach – Brixlegg – Rattenberg mit Radfeld – Reith im Alpbachtal | urk. 976 | Hl. Petrus                     | Pfarrkirche Reith im Alpbachtal Filialkirche St. Gertraudi               |      |
| Steinberg am Rofan  | Brandenberg – Kramsach – Mariathal – Steinberg am Rofan           | 1891     | Hl. Lambert                    | Pfarrkirche Steinberg am Rofan                                           |      |
| Thierbach           | Auffach – Niederau – Oberau – Thierbach                           | 1895     | Hl. Michael                    | Pfarrkirche Thierbach                                                    |      |